# Spreedreieck

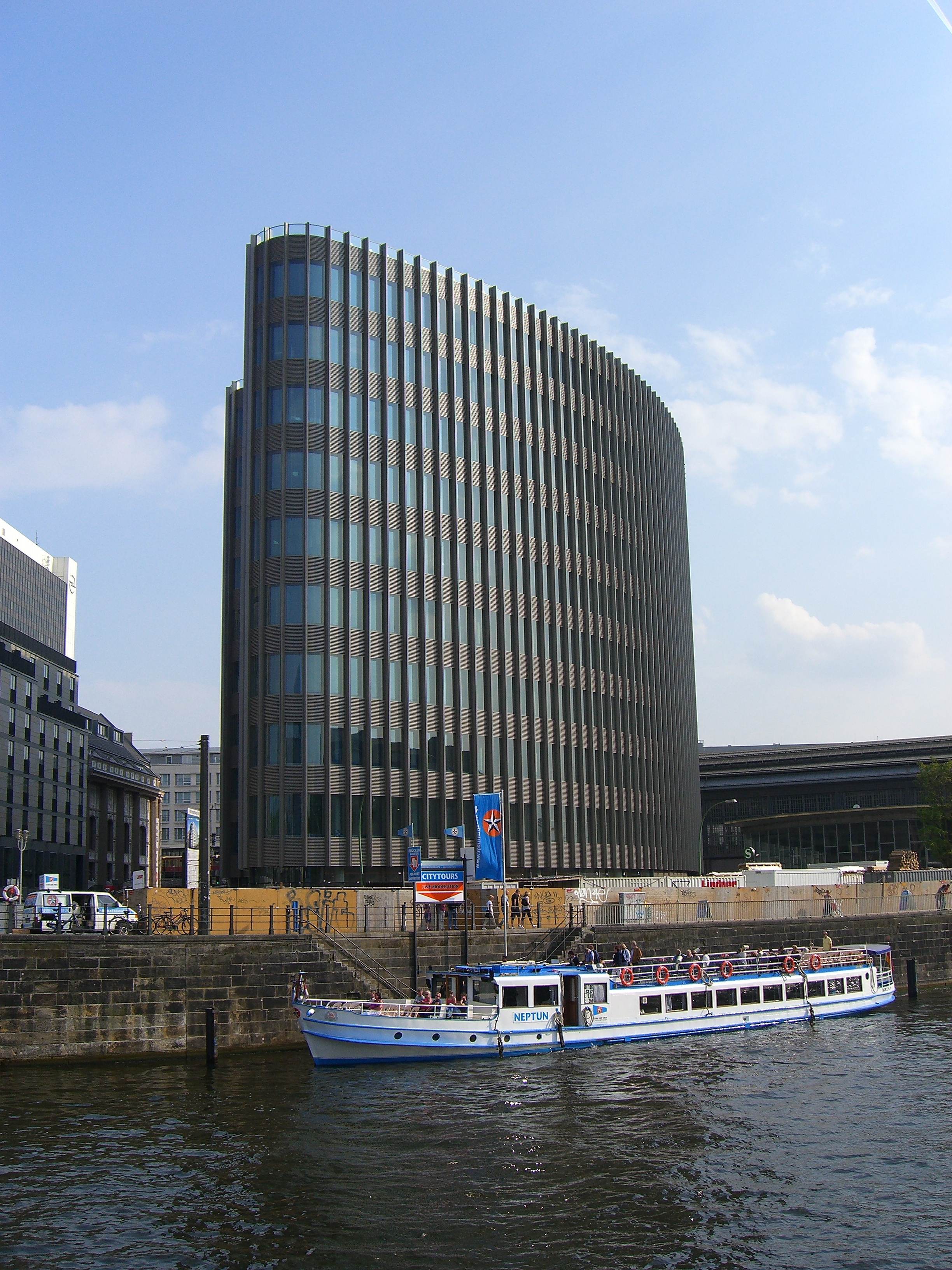
Das Hochhaus im Mai 2009

Spreedreieck bezeichnet ein rund 4200 m² großes Areal am Bahnhof Friedrichstraße im Berliner Ortsteil Mitte sowie das darauf stehende Bürogebäude (Friedrichstraße 140). Der Verkauf des rund 2100 m² großen Baugrundstücks und der anschließende Bau sind Gegenstand politischer Debatten und juristischer Auseinandersetzungen.

## Geschichte

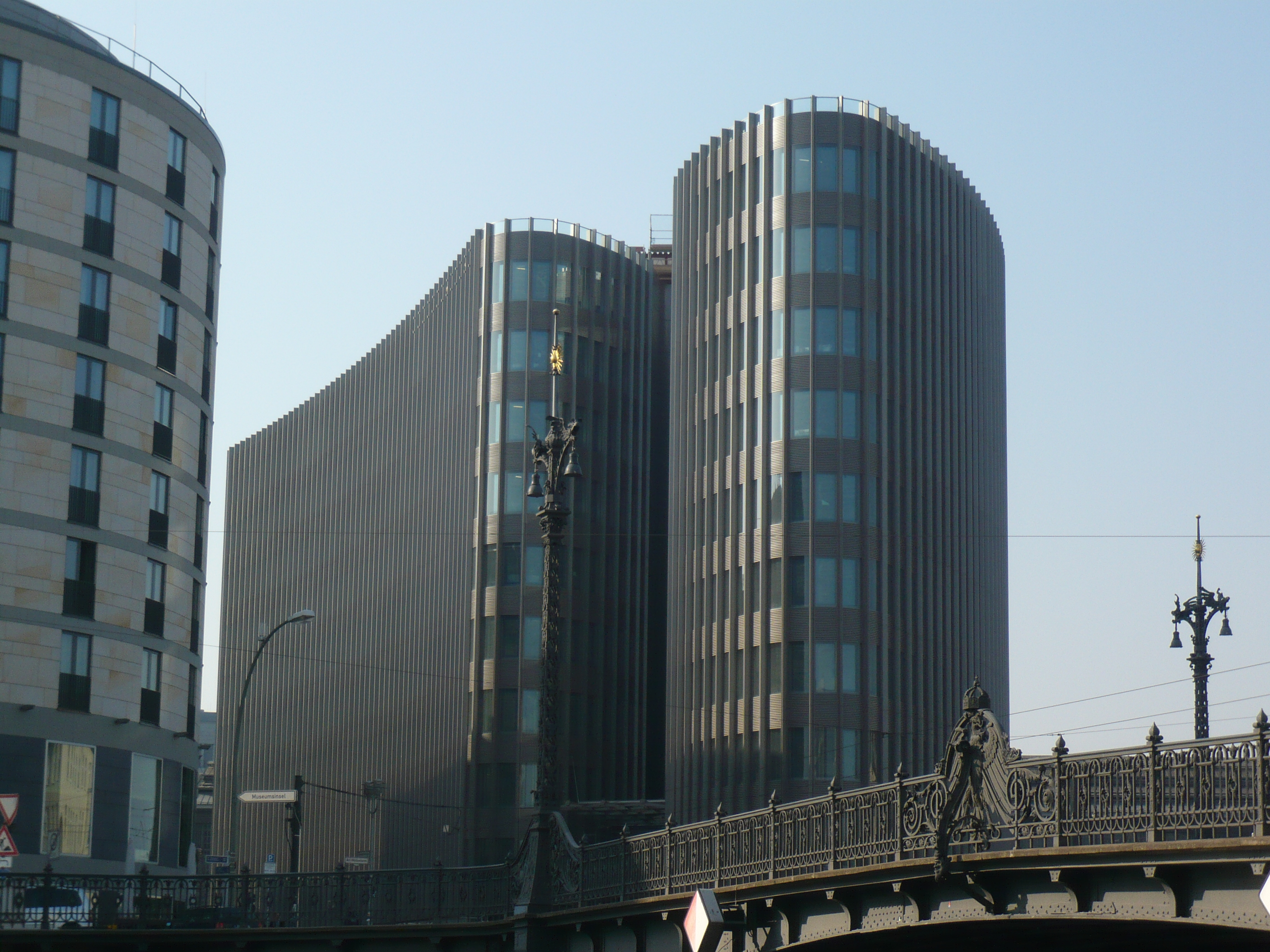
Ansicht von Nordosten, April 2009; im Vordergrund die Weidendammer Brücke

Auf dem Gelände befanden sich die Kaiser-Wilhelm-Akademie für das militärärztliche Bildungswesen (Friedrichstraße 139–141) und ein Geschäftshaus (Friedrichstraße 138 / Reichstagufer 19). Nachdem die Akademie 1910 in den Neubau an der Invalidenstraße umgezogen war, wurde das Gebäude 1913/1914 abgerissen. In den Jahren 1915/1916 wurde auch das Geschäftshaus vom Staat erworben und abgerissen. Pläne für eine Nachfolgebebauung kamen infolge des Ersten Weltkriegs zum Erliegen. Das Gelände lag von nun an bis zur punktuellen provisorischen Bebauung zu DDR-Zeiten brach. 1921 wurde ein erster Wettbewerb zur Errichtung eines Hochhauses ausgeschrieben, an dem sich unter anderem Hugo Häring, Bruno Möhring, Hans Poelzig, und Ludwig Mies van der Rohe beteiligten. Zu den führenden Personen der Investorengruppe um die Turmhaus-Aktiengesellschaft (TAG) gehörten Heinrich Mendelssohn und Hugo Stinnes. Bei einem zweiten Wettbewerb 1929 reichte unter anderem Erich Mendelsohn einen Entwurf ein. Die DDR errichtete im westlichen Teil des Dreiecks 1962 das Abfertigungsgebäude für die Grenzübergangsstelle Bahnhof Friedrichstraße (umgangssprachlich „Tränenpalast“ genannt) sowie in den folgenden Jahren im östlichen Teil einige Baracken.
Im Jahr 1992 leitete Fritz Neumeyer eine Podiumsdiskussion zum Thema „Hochhaus am Bahnhof Friedrichstraße Berlin 1921/22 – Berlin 1992“; zu den Teilnehmern gehörten Oswald Mathias Ungers, Hans Kollhoff, Josef Paul Kleihues und Rem Koolhaas.

## Skandal um Grundstücksverkauf und Baugenehmigungen
Ende der 1990er Jahre stand der seinerzeitige Senat vor dem Problem, die Existenz des Deutschen Theater Berlin sichern zu wollen, für das Rückübertragungsansprüche der Erben des Theater-Gründers Max Reinhardt vorlagen. Diese Ansprüche hatte sich der Hamburger Harm Müller-Spreer gesichert. Der Senat entschied sich daraufhin für ein Tauschgeschäft, um selbst kein Geld zahlen zu müssen: Am 19. Dezember 2000 übertrug er das 2109 m² große Grundstück auf dem Spreedreieck an Müller-Spreer. Gleichzeitig verzichteten die Reinhardt-Erben auf ihre Ansprüche. Müller-Spreer zahlte den Erben rund 15,7 Millionen Euro. Weitere 1,5 Millionen Euro zahlte das Land Berlin an die Erben. Insgesamt hatte die Transaktion also einen Gesamtwert von 17,2 Millionen Euro.
Senatsbaudirektor Hans Stimmann und Bausenator Peter Strieder (SPD) wollten, dass auf der Fläche vor dem Bahnhof Friedrichstraße ein maximal 30 Meter hohes Gebäude entsteht. Müller-Spreer plante hingegen, von den Architekten Gerhard Spangenberg und Sir Norman Foster ein bis zu 200 Meter Hochhaus an der Stelle bauen zu lassen und damit eine Idee des Architekten Mies van der Rohe aufzugreifen.
Auf den ersten Blick erschien das Tauschgeschäft des Senats, das zur Übertragung der Fläche an Müller-Spreer geführt hatte, erfolgreich zu sein, doch de facto war es risikoreich, da in dem Vertrag viele Fragen ungeklärt waren:
Der Senat hatte die Bebauung nicht mit der Deutschen Bahn abgestimmt, deren Nordsüd-S-Bahn-Tunnel das Areal unterquert. Gerichte sprachen der Bahn das Eigentumsrecht an ihren Tunneln und 45 m² des Spreedreiecks zu. Der Kaufvertrag des Landes Berlin mit Müller-Spreer konnte dadurch nicht erfüllt werden und es drohten Schadensersatzforderungen in Millionenhöhe. Da aber der Senat offenbar von dem Urteil zugunsten der Bahn nicht informiert war, schloss er das Tauschgeschäft ab in der Annahme, Berlin sei rechtmäßiger Eigentümer des gesamten Spreedreiecks.
Auch hatte das Land keinen Bebauungsplan festgesetzt und somit gab es keine festgelegte Obergrenze für das mögliche Büro- und Geschäftshaus. Die Fläche wurde im Kaufvertrag als „lastenfrei“ und „frei von jeder tatsächlichen Benutzung“ verkauft. Versäumt wurde außerdem, in dem Vertrag eine sonst übliche Wertsteigerungsklausel aufzunehmen, die im Fall einer höheren Bebauung eine entsprechende Nachzahlung des Investors vorsah. Finanzsenator Peter Kurth (CDU) war politisch für den Kaufvertrag verantwortlich, der Verzicht auf die Wertsteigerungsklausel geht auf den Senatsbaudirektor Stimmanns (SPD) zurück.
Angesichts drohender Schadensersatzforderungen in zweistelliger Millionenhöhe schloss der SPD/PDS-Senat im Jahr 2004 eine Zusatzvereinbarung mit dem Investor Müller-Spreer ab: Das Land Berlin gewährte dem Hamburger darin einen Preisnachlass von 8,7 Millionen Euro. Außerdem erhielt er zwei weitere Grundstücke im Wert von 730.000 Euro sowie die Möglichkeit, auf dem Spreedreieck höher zu bauen. Statt 15.000 m² Geschossfläche wurde Müller-Spreer nun genehmigt, 17.500 m² zu errichten.
2004 räumte die Stadtentwicklungssenatorin Ingeborg Junge-Reyer (SPD) Müller-Spreer in einem neuen Bebauungsplan für 2006 das Recht ein, sogar 20.500 m² Geschossfläche zu errichten. Müller-Spreer nahm dies an. Die Eigentümer des gegenüberliegenden Melia-Hotels klagten gegen den Bebauungsplan erfolgreich, unter anderem wegen Verschattung. Das Oberverwaltungsgericht kippte 2007 den Bebauungsplan. Gegen Zahlung einer Entschädigung von vier Millionen Euro durch das Land Berlin nahmen die Hoteleigentümer ihre Klage gegen den Bebauungsplan zurück.
Von 2008 bis 2010 beschäftigte sich ein Untersuchungsausschuss mit dem Fall und legte einen 500-seitigen Bericht vor. Die Bewertung des Skandals um das Spreedreieck fällt sehr unterschiedlich aus: Aus Sicht der rot-roten Koalition brachte der Deal dem Land am Ende vier Millionen Euro Gewinn ein. Der Landesrechnungshof, die Antikorruptionsorganisation Transparency International und die Bündnis 90/Grünen Berlin hatten dagegen einen Schaden zwischen 8 und 30 Millionen Euro errechnet.
Wichtigster Mieter des 2009 fertiggestellten Bürogebäudes ist das Wirtschaftsprüfungs- und Beratungsunternehmen Ernst & Young.

## Architekturkritik
Die Gestaltung des Spreedreiecks – insbesondere der Umgang mit dem denkmalgeschützten Tränenpalast – wurde oftmals öffentlich diskutiert. Die Frankfurter Allgemeine Sonntagszeitung (FAS) veröffentlichte eine Polemik des Architekturkritikers Dieter Bartetzko; unter der Überschrift Die späte Rache der DDR kritisierte er den Bau mit den Vokabeln „bauästhetische[s] und städtebauliche[s] Desaster, Plumpheit, ignorante Gemeinheit, grau und rostig“.
Eine weitere Architekturkritik in der FAS verglich die vertikal betonte Fassadengliederung des Spreedreiecks mit der des von GMP gebauten Swissôtels.